# Tajniak z klasą
Tajniak z klasą (ang. Underclassman) – amerykańska komedia kryminalna z 2005 roku wyreżyserowany przez Marcosa Siega. Wyprodukowana przez Miramax Films.
Premiera filmu miała miejsce 2 września 2005 roku w Stanach Zjednoczonych.

## Fabuła
Film opowiada o dwudziestotrzyletnim Tracym Stokesie (Nick Cannon), który zostaje policjantem. Nie budzi respektu ze względu na swój chłopięcy wygląd. Kiedy jednak w szkole dochodzi do morderstwa, Tracy może nareszcie się wykazać. Udając ucznia, rozpoczyna śledztwo. Trafia na ślad wielkiej afery.

## Obsada
Źródło: Filmweb
- Nick Cannon jako Tracy Stokes
- Roselyn Sánchez jako Karen Lopez
- Shawn Ashmore jako Rob Donovan
- Angelo Spizzirri jako David Boscoe
- Cheech Marin jako kapitan Victor Delgado
- Kelly Hu jako Lisa Brooks
- Brandy Kopp jako dziewczyna
- Johnny Lewis jako Alexander Jeffries
- Hugh Bonneville jako dyrektor Powers
- Kaylee DeFer jako Des